# Fèdim (tirà)
Fèdim (en llatí Phaedimus, en grec antic Φαίδιμος) fou un dels Trenta tirans d'Atenes. El seu nom apareix a les Hel·lèniques de Xenofont com a Fèdries (Phaedrias), però Demòstenes indica la forma correcta, Phaedimus (de Fals. Ley. p. 402).